# Altiplano cundiboyacense
El altiplano cundiboyacense es una zona de tierras altas y planas ubicada en la cordillera oriental de los Andes, entre los departamentos colombianos de Cundinamarca, Boyacá y el distrito capitalino de Bogotá. Su territorio coincide en gran medida con el antiguo territorio ocupado por los muiscas, una civilización nativa de gran importancia local a la llegada de los españoles en lo que hoy es Colombia. El altiplano comprende tres regiones planas muy distinguibles, que son: la sabana de Bogotá, el valle de Ubaté y los valles de Tunja y Sogamoso. Durante las temporadas de invierno, los altiplanos reciben, además de los grandes aportes de las lluvias, el agua que genera la red de drenaje de las vertientes por ríos y quebradas y cumplen una función hidráulica reguladora importante en la recarga de acuíferos y en la amortiguación de crecientes.

## Historia
En este sitio existió la cultura abriense (entre el 10 000 y el 600 a. C.) Después ocuparon esta región los muiscas, pueblo cuyo idioma hace parte de las lenguas chibcha.
En el altiplano está el sitio del pacífico encuentro de tres conquistadores españoles, Gonzalo Jiménez de Quesada, Sebastián de Belalcázar y Nicolás de Federmann en 1538 después de la fundación de Santafé de Bogotá.
En el centro geográfico de todo el altiplano se encuentra la histórica ciudad de Tunja, la cual se construyó a partir de Hunza (Chunsa en muysccubun), una de las capitales de la Confederación Muisca, además de ser centro espiritual, administrativo y político de los esta. Luego, en la época de la colonia, llegaría a ser la ciudad más importante de todo el territorio ubicado entre las actuales capitales de Venezuela y Colombia. Actualmente, es la segunda ciudad más importante de todo el altiplano cundiboyacense, capital boyacense e importante centro universitario, cultural, histórico y turístico.

## Límites

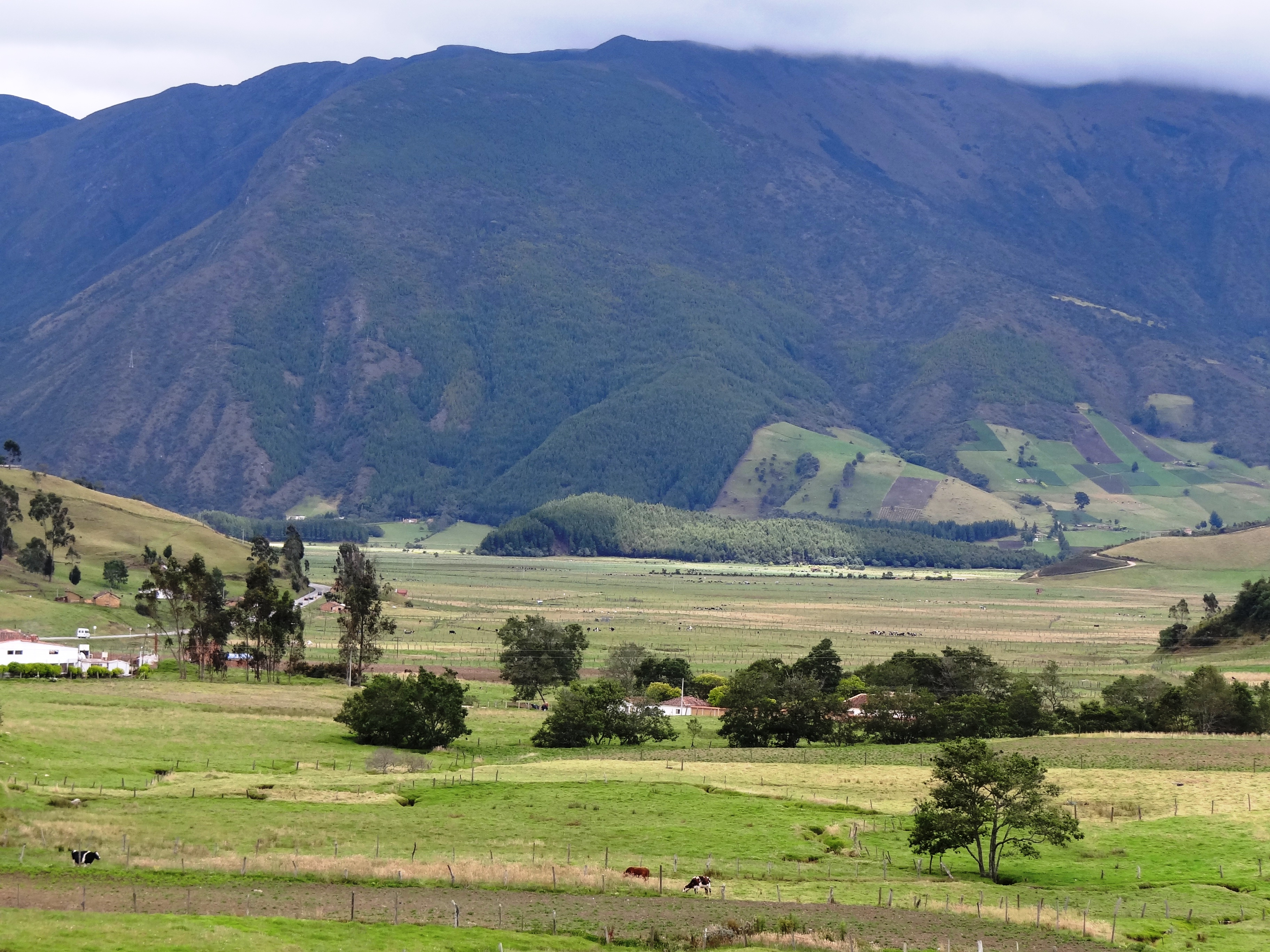
Paraje rural del municipio de Arcabuco, sobre el valle de río Pomeca, departamento de Boyacá, Colombia. Al fondo el cerro Motavita.

El altiplano se encuentra rodeado de numerosas montañas, ya que queda en el medio de la Cordillera Oriental. Al sur, se encuentra la Sabana de Bogotá, la altiplanicie más extensa de los Andes colombianos, que al mismo tiempo limita con el Páramo de Sumapaz. Al Norte, limita con las montañas del Santander, al oriente limita con los numerosos cerros de la cordillera que lo separan del Piedemonte llanero y al occidente con los otros cerros que lo separan del caluroso Valle del Magdalena de los departamentos del Tolima, Caldas y Antioquia.

## Ciudades del altiplano
Sobre el altiplano se encuentran las ciudades de Bogotá, capital de Colombia y del departamento de Cundinamarca; Tunja, capital del departamento de Boyacá e importante centro universitario, turístico, cultural e histórico. ; la ciudad de Zipaquirá, la ciudad minera de sal en Colombia y poseedora de la Catedral de Sal, una de las primeras de las siete maravillas de Colombia.
Los municipios más importantes del altiplano cundiboyacense son:
- Bogotá - Capital de la República de Colombia y del departamento de Cundinamarca.

Soacha - La más poblada ciudad del Altiplano Central Colombiano, con 831.259 habitantes, es el lugar donde se encuentra el Salto del Tequendama y las ruinas de Tusso, que otrora fue el centro de adoración muisca a Bochica. Allí estaban los adoradores de Bochica que atendían las romerías para rogar por la salud. 
Aunque Soacha fue fundada en 1600 por el oidor Enríquez, la primitiva Soacha, de nombre Tusso, tiene orígenes tan remotos que la excavación realizada por Correal Urrego en 1973 estableció dataciones por radiocarbono de 12.400 años en la Hacienda El Rodeo, junto al peaje de Chusacá. En un abrigo rocoso se encontraron tres cadáveres humanos con antigüedades estimadas de 5.800, 7.200 y 9.200 años, y en la base de la excavación, a 3,20 metros de profundidad, una falange humana en un fogón con la mencionada datación de 12.400 años antes del presente.
Sin embargo, este no es el vestigio humano más antiguo de Colombia, ya que en Tocaima, vereda Pubenza, se encontró un fogón con una punta de lanza de obsidiana y vestigios de haplomastodonte, megaterio y gliptodonte, con una antigüedad estimada de 16.400 años antes del presente. Adicionalmente, en Chiribiquete, al parecer existen vestigios humanos con una antigüedad de aproximadamente 22.000 años, según afirma el antropólogo Carlos Castaño Uribe.
- Tunja - Capital del departamento de Boyacá.
- Madrid
- Mosquera
- Zipaquirá
- Ráquira
- Cota
- Soracá
- Tabio
- Ramiriquí
- Tenjo
- Oicatá
- Jenesano
- Facatativá
- Cómbita
- Chía
- Sogamoso
- Pacho
- Duitama
- Funza
- Chiquinquirá
- Sibaté
- Nemocón
- Sutamarchán
- Ubaté.
- Paipa
- Cajicá.
- Soatá
- Villa de Leyva
- Tocancipá
- Turmequé
- Chocontá
- Villapinzón
- Ventaquemada
- Sopó
- Cogua

## Hidrología
Principales ríos:
- Bogotá

Principales lagos, lagunas y represas:
- Tota
- Chivor
- Fúquene
- Juan Amarillo
- Jaboque
- Sisga
- Tominé
- Guavio
- Muña
- Iguaque
- Guatavita
- Sochagota
- Chingaza
- Neusa

## Clima
Presenta una temperatura promedio de 14 °C, con amplitudes térmicas diarias elevadas que puede oscilar entre los 0 °C (temperatura baja) y los 24 °C (temperatura alta).
Las temporadas secas y lluviosas se alternan durante el año; los meses más secos van de diciembre a marzo; durante los meses más lluviosos, abril, mayo, septiembre, octubre y noviembre la temperatura es más estable, con oscilaciones entre los 9 °C y los 20 °C. Junio, julio y agosto son los meses de fuertes vientos y mayor oscilación de la temperatura; durante el alba se suelen presentar muy bajas temperaturas, llamadas heladas, que afectan la agricultura. También es común la presencia de lluvias de granizo.

## Economía
La ciudad de Bogotá, junto con varias poblaciones circundantes, es un importante centro industrial y de servicios. Las ciudades de Bogotá y Tunja son ambas importantes centros universitarios.
La ciudad de Tunja, se destaca como la segunda ciudad más importante de todo el altiplano, además de poseer el casco histórico, mejor conservado de Colombia, constituyéndose en un importante centro turístico y cultural, declarado oficialmente monumento nacional. 
En Zipaquirá, Cajicá, Nemocón y Sesquilé se encuentran importantes minas y plantas refinadoras de sal.
La principal actividad fuera de las ciudades es la actividad agropecuaria, entre las que se destaca la ganadería lechera y cultivos de papa y maíz. También se cultiva trigo, cebada, soya, durazno, tomate de árbol, uchuva, mora, en la Sabana de Bogotá hay importantes cultivos de flores, y en la provincia de Hunza - Centro de Boyacá, se encuentran importantes centros agroindustriales como Tunja.
Los procesos climáticos relacionados con el comportamiento de las lluvias y su estacionalidad, fueron objeto de especial atención para las culturas de los altiplanos de Los Andes. En el altiplano cundiboyacense el manejo adecuado de estos sistemas fue trascendental para que los indígenas pudieran abastecerse de maíz, tubérculos y proteína de origen animal como la del pescado. Los Cronistas de Indias hacen referencia a las pesquerías que daban sustento a esta cultura hidráulica —denominada así por su capacidad de manejar las tierras pantanosas o inundables—; probablemente gracias al manejo intensivo de recursos hidrobiológicos de los ríos y humedales de la época, así como a los productos provenientes de las vertientes de la altiplanicie, pudieron alimentar a la gran población muisca, cercana al millón de habitantes, que encontraron los españoles.